# Оно (Леко)
Оно је насеље у Италији у округу Леко, региону Ломбардија.
Према процени из 2011. у насељу је живело 396 становника. Насеље се налази на надморској висини од 227 м.